# Anozmija
Anozmíja pomeni izgubo oziroma nezmožnost vohanja, pri čemer lahko gre za izgubo vohanja vseh ali le določenih vonjav. Lahko je prehodna ali trajna. Razlikuje se od hipozmije, ki pomeni zmanjšano zaznavanje nekaterih ali vseh vonjev.
Anozmija je lahko posledica različnih dejavnikov; najpogosteje gre za bolezni nosu in obnosnih votlin (vključno z vnetjem nosne sluznice in blokado nosne votline) in poškodb. Kadar je vzrok vnetje v nosni votlini, je lahko učinkovito zdravljenje samega vnetja. Lahko gre tudi za posledico nevrodegenerativnih bolezni, izpostavljenosti toksinom ali prirojenih motenj (na primer ciliopatije; prirojene motnje delovanja migetalk na celicah nosne sluznice).
Izguba voha in okusa sta tudi značilna nevrološka simptoma covida 19. Mehanizem, po katerem pride do anozmije pri covidu 19, še ni pojasnjen in je predmet raziskav.